# ضربه عالی
ضربه عالی یا سوپراستروک (انگلیسی: Superstroke) اصطلاحی است که برای جنبشی در هنر معاصر با ریشه در آفریقای جنوبی استفاده می‌شود. «ضربه عالی» یکی از با نفوذترین جنبش‌های هنری معطوف به هنر مدرنیسم و انتزاعی آفریقایی است.
کلمه «سوپراستروک» به ضربهٔ فوق‌العاده قلم مو اشاره دارد.
جنبش هنری ضربه عالی در ابتدای پیدایش به عنوان واکنشی به تأثیر جنبش هنری سوپرفلت شکل گرفت که توسط تاکاشی موراکامی در هنر مدرن و هنر معاصر مطرح است.